# 尤利安·科赫
尤利安·科赫（德語：Julian Koch；1990年11月11日—）是一位德國足球運動員。在場上的位置是防守型中場。他現在效力於德國足球乙級聯賽球隊杜塞爾多夫足球俱樂部。他也代表德國各級國青隊參賽。